# Вознюк Любов Семенівна
Любов Семенівна Вознюк (нар. 26 січня 1942, с. Сиваське) — Герой Соціалістичної Праці (1986)

## Життєпис
Народилася 26 січня 1942 року в селі Сиваське Новотроїцького району Херсонської області в багатодітній селянській родині. Після закінчення семирічної школи в 1955–1961 роках працювала свинаркою в колгоспі «Світанок».
В 1961–1965 роках навчалася в Каховському зоотехнічному технікумі за спеціальністю зоотехнік. З 1965 року по 1997 рік — завідувачка свинотоварної ферми № 1 колгоспу «Світанок».
Делегат XXVII з'їзду КПРС, XIV з'їзду профспілок України, другого Всесоюзного з'їзду колгоспників.
З 1970 по 1990 рік — член райкому КПУ, з 1983 по 1990 рік — член бюро райкому КПУ, з 1973 по 1991 рік — член обкому КПУ.
З 1997 року — на пенсії.
Проживає в смт Сиваське Новотроїцького району Херсонської області.

## Нагороди
- Указом Президії Верховної Ради СРСР від 7 червня 1986 року присвоєно звання Героя Соціалістичної праці
- орден Леніна
- орден Червоного Прапора
- орден Жовтневої революції